# Atum

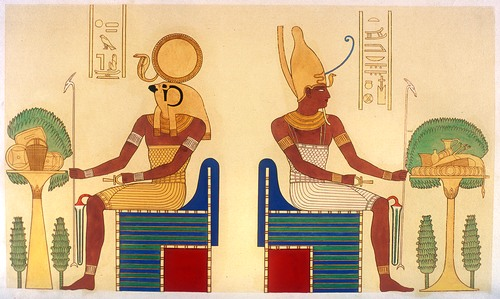
Ra và Atum (KV11)

Atum, đôi khi được viết là Atem hay Tem, là vị thần tối cao và quan trọng trong thần thoại Ai Cập. Ông là một vị thần trong Bộ 9 vĩ đại của Heliopolis.

## Danh hiệu
Tên của Atum được cho là được bắt nguồn từ "tem" có nghĩa là hoàn toàn hoặc hoàn thành. Vì thế, tên ông được hiểu là "Một thực thể hoàn thiện" hay "Người làm hoàn thiện thế giới", ông trở lại thành dòng thác của thời hỗn mang ở cuối mỗi chu kỳ sáng tạo. Là người sáng tạo, ông được xem như là chất cơ bản của thế giới, các vị thần và tất cả mọi thứ tạo thành bằng da thịt của ông hoặc từ ka (linh hồn) của ông.
Mối quan hệ giữa Atum với các pharaoh được nhìn thấy trong nhiều nghi lễ văn hoá, và trong những buổi đăng quang. Nhiều pharaoh đã sử dụng danh hiệu "Chúa của 2 vùng đất" và "Con trai của Amun" để chỉ sự hóa thân của các pharaoh vào vị thần này. Những dòng văn tự khắc trên đền thờ của Ramesses II ở Pithom, Atum được cho là vua của các pharaoh.

## Mô tả
Atum thường xuyên được nhắc tới ngay từ buổi đầu của lịch sử, nhiều bằng chứng được tìm thấy từ văn tự trong Kim tự tháp vào triều đại thứ 5 và 6 và trên các quan tài của quý tộc.
Ông được miêu tả là một pharaoh đội trên đầu vương miện Trắng và Đỏ, tượng trưng cho 2 vùng đất Thượng và Hạ Ai Cập. Đôi khi Atum đội chiếc đĩa mặt trời thay cho vương miện kép.
Dưới địa ngục Amduat, ông thường xuất hiện dưới hình ảnh một người đàn ông có cái đầu cừu, ngồi trên ngai vàng hoặc đứng thẳng. Con bò thần màu đen Mnevis, đội chiếc đĩa mặt trời giữa cặp sừng, cũng là một hiện thân của ông. Rắn, sư tử và cầy mangut là những loài vật thiêng của ông. Dưới hình dạng của loài khỉ, Atum thường mang theo một cây cung để bắn kẻ thù. Một bức tượng bọ hung lớn được đặt trong hồ thiêng Karnak để thờ thần Atum.

## Thần thoại
Atum được coi là vị thần đầu tiên đã tự tạo ra chính mình, ngự trên một gò đất nổi lên từ vùng biển nguyên thủy Nun. Sau đó, ông đã tạo ra thần Shu và nữ thần Tefnut từ một lần hắt hơi của mình, có thuyết cho là từ tinh dịch của mình khi ông thủ dâm.
Trong một lần, Shu và Tefnut đã ra đi để khám phá vùng biển Nun. Cả 2 đã bị lạc trong vùng nước hỗn loạn đó. Atum vì nhớ con nên đã gửi thần Mắt đi tìm 2 người. Khi cả 2 quay về, hạnh phúc vì đoàn tụ, ông khóc rất nhiều và những giọt nước mắt đó tạo ra những con người đầu tiên.
Trong một câu chuyện khác, sau khi mệt mỏi và muốn được nghỉ ngơi, ông đã hôn người con gái Tefnut của mình, và một gò đất lại nổi lên từ vùng nước nguyên thủy, đó chính là Iunu, về sau là vùng Heliopolis, nơi thờ phượng của Atum.
Atum cũng tham gia vào trận chiến giữa Ra và Apep hằng đêm, là người có thể một mình đẩy lùi được con quái vật. Con rắn 2 đầu canh giữ địa ngục Nehebkau, được cho là rất hung hãn, và Atum đã phải dùng tay giữ chặt để kiểm soát nó.
Trên các bức vẽ trong các ngôi mộ hoàng gia thuộc thời kỳ Tân vương quốc, Atum được miêu tả là một người đàn ông già nua đang đứng trông coi việc trừng phạt những kẻ ác và kẻ thù của thần Mặt trời Ra. Ông cũng bảo vệ những linh hồn của người tốt, đảm bảo họ an toàn khi bước qua Hồ lửa dưới địa ngục Amduat, nơi mà con quỷ đầu chó Am-heh sẽ nuốt những linh hồn khi đi qua. Am-heh chỉ bị khuất phục trước thần Atum. Trong thời Cựu Vương quốc, người Ai Cập tin rằng Atum đưa linh hồn của nhà vua từ kim tự tháp của mình về bầu trời đầy sao.
Ông cũng là thần mặt trời, một kiểu kết hợp với thần mặt trời Ra. Atum được nhắc đến như ánh mặt trời vào buổi hoàng hôn, Khepri là vị thần của ánh sáng ban mai, trong khi Ra thường đại diện cho cái nắng gắt vào giữa trưa. Nói cách khác, Atum đã "chết" vào lúc chiều tối và sống lại vào lúc bình minh.

## Sự thờ cúng
Atum là vị thần được thờ cúng chính ờ thành phố Heliopolis. Ngoài ra, ông cũng được thờ tại đền thờ của Ramesses II ở Pithom. Trong suốt thời kỳ Tân vương quốc, Atum cùng thần chiến tranh Montu và các pharaoh khác được thờ chung tại Đền của Atum tại Karnak.